# 库穆塔克组
库穆塔克组是位于中国新疆吐鲁番县、鄯善县的上白垩世地层，1956年由新疆石油管理局地调处56/56队夏公君等命名。该地层以橘黄、棕红色块状细砂岩为主，间夹红色泥岩等。